# 4706 Dennisreuter
4706 Dennisreuter este un asteroid din centura principală, descoperit pe 16 februarie 1988 de R. Rajamohan.